# Music Instructor
Music Instructor est un groupe allemand de musique électronique. Il remporte plusieurs succès dans les charts des pays germanophones. C'est à la fin des années 1990 et au début des années 2000 que le groupe est le plus actif. Il a également collaboré avec des artistes d'autres domaines. Les morceaux les plus connus de Music Instructor sont Hymn, Super Sonic et Get Freaky.

## Histoire
La formation initiale se compose des musiciens Mike Michaels, Mark « MM » Dollar, Mark Tabak (The Triple-M Crew) et du chanteur Holly Trance (Holger Trens). Music Instructor enregistre un premier hit en 1995 avec Hymn. Il s'agit d'une reprise d'une chanson d'Ultravox datant de 1982, dans laquelle Music Instructor explique les différents éléments d'un hit dance. D'autres singles suivent, Hands in the Air, Dance et Dream a Little Dream, qui sont publiés sur le premier album The World of Music Instructor. En outre, une reprise de Friends Will Be Friends est enregistrée pour un album hommage dance au groupe Queen, le Queen Dance Tracks Vol. 1.
Sur le deuxième album Electro City, enregistré avec la chanteuse Maya Saban, on trouve d'autres reprises : Let the Music Play (Shannon), Jam on It (Newcleus), Don't Stop the Rock (Freestyle) et Pack Jam (Look Out for the OVC) (Jonzun Crew). Dans les vidéos musicales des singles Super Sonic, Rock Your Body et Get Freaky, également présents sur l'album, on pouvait voir le groupe berlinois de breakdance Flying Steps, ainsi que le personnage d'animation Abe des jeux informatiques Oddworld. Dean Burke, qui permet à de nombreuses œuvres de Triple-M d'être certifiées or ou platine, est également présent. Le style musical se déplace entre-temps vers l'electropop. Electro City, est réédité la même année sous le nom d'Electric City of Music Instructor avec le remix Oddworld de Get Freaky, qui remplaçait l'original.
Music Instructor sort ensuite un remix de Dreams in My Fantasy (DJ Session One). La chanteuse Amber participe au single suivant DJ's Rock da House et le rappeur Dean de Highland et des Lunatics participe à Super Fly (Upper MC), ainsi que la chanteuse Veronique sur Play My Music, le dernier single du groupe.
Le crew Triple-M (Mike Michaels, Mark « MM » Dollar et Mark Tabak) produit également des artistes comme Highland, The Boyz et Ayman.

## Discographie

### Albums studio
- 1995 : The World of Music Instructor
- 1998 : Electric City of Music Instructor

### Singles
| 1995                                              | Hymn                    | 8  | 15 | 17 | 6  | 34 | - ALL : Or      | The World of Music Instructor     |
| 1996                                              | Hands in the Air        | 16 | 40 | 45 | 15 | 62 |                 | The World of Music Instructor     |
| 1996                                              | Dance                   | 38 | —  | —  | —  | —  |                 | The World of Music Instructor     |
| 1996                                              | Dream a Little Dream    | —  | —  | —  | —  | —  |                 | The World of Music Instructor     |
| 1996                                              | Hands in the Air        | —  | —  | —  | —  | —  |                 | —                                 |
| 1996                                              | Friends Will Be Friends | —  | —  | —  | —  | —  |                 | —                                 |
| 1998                                              | Super Sonic             | 4  | 24 | —  | 9  | 16 | - ALL : Or      | Electric City of Music Instructor |
| 1998                                              | Rock Your Body          | 9  | —  | —  | 23 | 65 |                 | Electric City of Music Instructor |
| 1998                                              | Get Freaky              | 5  | 16 | —  | 9  | 19 | - ALL : Platine | Electric City of Music Instructor |
| 1999                                              | Electric City           | 12 | —  | —  | 15 | 56 |                 | Electric City of Music Instructor |
| 1999                                              | DJ's Rock da House      | 38 | —  | —  | 74 | —  |                 | —                                 |
| 2000                                              | Super Fly (Upper MC)    | 13 | —  | —  | 36 | 68 |                 | —                                 |
| 2001                                              | Play My Music           | —  | —  | —  | —  | —  |                 | —                                 |
| « — » signifie qu'aucun classement n'est atteint. |                         |    |    |    |    |    |                 |                                   |

## Certifications
- 1998 : 2 disques d'or et 1 disque de platine en Allemagne pour l'album Electric City of Music Instructor avec 1 million d'exemplaire vendus[2] ; 1 disque d'or en Pologne pour le même album pour 50 000 exemplaires vendus[7].